# Axel Gudbrand Blytt
Axel Gudbrand Blytt (ur. 19 maja 1843 w Oslo, zm. 18 lipca 1898 tamże) – norweski botanik i geolog. Autor wielu książek o florze Norwegii, obecnie najbardziej kojarzony ze swoją rolą w opracowaniu klasyfikacji zmian klimatycznych Blytta-Sernandera.

## Życiorys i praca naukowa
Urodził się w Kristianii (obecnie Oslo) w Norwegii. Jego ojciec był znanym profesorem botaniki na Królewskim Uniwersytecie Fryderyka (obecnie Uniwersytet w Oslo). W 1860 r. Axel Blytt ukończył examen artium na tym uniwersytecie. Po śmierci ojca w 1862 r. i przerwanych studiach medycznych, kontynuował pracę ojca nad florą norweską. Studiował geologię czwartorzędu i badał torfowiska. Opierając się częściowo na pracy ojca, w latach 1874 i 1876 opublikował Florę Norwegii w dwóch tomach. O ile jednak jego ojciec tylko opisywał gatunki roślin, Blatt starał się również wyjaśnić przyczyny ich różnorodności, zmienności i przystosowania do środowiska. W 1876 roku wraz z Johaem Rutgerem Sernanderem opublikował słynną teorię dotyczącą imigracji i zmian klimatycznych w regionie nordyckim. Wywołała ona znaczne poruszenie w świecie naukowym. Opisany w niej problem zmieniania się norweskiej botaniki i geologii czwartorzędu przez ponad 100 lat pozostał niewyjaśniony i dopiero w naszych czasach udało się go naukowo wyjaśnić. Praca ta została przeczytana również przez Karola Darwina i wywarła na niego wpływ. Od 1865 roku Axel Blytt pracował w Christiania Herbarium na Uniwersytecie w Oslo, najpierw jako konserwator, a od 1880 jako profesor. W 1869 roku został odznaczony złotym medalem księcia koronnego.
Blytt pozostawił po sobie bogaty dorobek naukowy. Przed 1876 rokiem ukazały się 22 prace, głównie o charakterze florystycznym. Po 1876 r. opublikował 45 prac, głównie z zakresu teorii imigracji, ale także prac mykologicznych. Pięć prac zostało opublikowanych pośmiertnie.
W nazwach naukowych utworzonych przez niego taksonów dodawany jest skrót jego nazwiska A. Blytt.